# Maestro suggeritore
Der Maestro suggeritore (ital., der Ausdruck ist eine Mischung aus Souffleur und Kapellmeister) ist eine Art Souffleur, jedoch mit weiter reichenden musikalischen Kompetenzen, als ein Souffleur sie gewöhnlich hat. Er gehört zu den Eigentümlichkeiten des italienischen Opernbetriebs, die sich im 19. Jahrhundert entwickelt haben. Er konnte, als die individuelle Interpretationsleistung des Dirigenten noch nicht so sehr im Zentrum stand wie heute, der Dirigent für die Sänger sein, während der Orchesterdirigent für das Orchester zuständig war. Er ist Ko-Dirigent, Bühnenkapellmeister, Souffleur und nicht selten auch der psychologische Betreuer der Sänger in einem. Er übernimmt die Zeichengebung für Tempo und Dynamik vom eigentlichen Dirigenten und dirigiert aus der Gasse zwischen den Kulissen heraus die Sänger, wenn sie sich in Positionen befinden, von denen aus sie den Hauptdirigenten nicht sehen können. Er souffliert ihnen permanent mit lautlosen Lippenbewegungen den Text, gibt ihnen das Zeichen zum Auftritt, wenn sie hinter der Kulisse warten, und soll ihnen Sicherheit gewährleisten.
Der Maestro suggeritore hat eine solide Ausbildung als Korrepetitor, profunde Werkkenntnis und beruhigende Ausstrahlung. 
In Wien gab es im Herbst 1963 eine Opernkrise, weil Herbert von Karajan für die Übernahme einer Bohème-Produktion aus der Mailänder Scala einen Maestro suggeritore verpflichten wollte, aber die Gewerkschaft einen „ausländischen Souffleur“ ablehnte, der einem Inländer die Arbeit wegnehme.
Die heutige Bühnentechnik gibt mit einer auf den Dirigenten gerichteten Kamera und Monitoren in den Kulissen dem Regisseur mehr Freiheit, die Sänger agieren zu lassen, ohne dass sie permanent in die Richtung des Dirigenten schauen müssen. Die Souffleurtätigkeit kann unter Umständen – wenn der Sänger nicht extrem kurzsichtig ist – durch Text, der auf Bildschirme projiziert wird, ersetzt werden. Auch dadurch hat sich die Bedeutung des Maestro suggeritore heutzutage reduziert.